# Ștefan Răzvan
Ștefan Răzvan (... – dicembre 1595) era un Rom originario della Valacchia che divenne voivoda di Moldavia il 24 aprile 1595. Il suo regno durò solo pochi mesi.

## Origini
Il padre di Ștefan Răzvan era un Rom di fede musulmana, cittadino dell'Impero ottomano, che migrò a nord del Danubio e si stanziò in Valacchia, ove prese in moglie una donna rumena di umili origini. Lo status di cittadino ottomano salvò il padre di Ștefan, e poi Ștefan stesso, dall'essere ridotto in schiavitù: all'epoca, in Valacchia e Moldavia, tutti i Rom erano schiavi.
Ștefan Răzvan fa la sua comparsa sulla scena politica valacca al principio del regno del Drăculești Michele il Coraggioso (1593-1601) quale prezioso alleato del giovane principe. Ștefan è a quel tempo un boiaro, dotato di una certa cultura ed ormai convertitosi al Cristianesimo. Ștefan diventa poi hetman per il voivoda di Moldavia Aron Tiranul e guida le forze moldave nei primi successi della Lunga Guerra che l'imperatore Rodolfo II e il voivoda di Transilvania Sigismondo Báthory avevano dichiarato alla Sublime porta: Răzvan conquista Tighina, Chilia, Cetatea Albă e la parte settentrionale della Dobrugia, strappandole agli ottomani.

## La conquista del potere e la morte
Appoggiato dalle truppe e spalleggiato da Sigismondo Báthory, che pianificava di riunire sotto il suo scettro tutti i Principati danubiani, Ștefan Răzvan spodestò il voivoda Aron il 24 aprile 1595. L'usurpatore si giustificò presentandosi alla popolazione quale figlio illegittimo del Drăculești Petru Șchiopul, già voivoda di Moldavia fuggito presso l'imperatore Rodolfo II nel 1591 e morto a Bolzano nel 1594.
La presenza di Răzvan sul trono moldavo disturbò però la Confederazione Polacco-Lituana. Il potente Grand Hetman polacco Jan Zamoyski invase in agosto la Moldavia e la consegnò al boiaro Ieremia Movilă, più gradito alla Confederazione. Răzvan tentò di riconquistare il suo trono, ma il 3 dicembre 1595 venne sconfitto nella piana di Suceava dopo una battaglia durata tre ore. Ștefan cercò di rifugiarsi in Transilvania, presso Báthory, ma venne catturato dai suoi nemici che lo impalarono.

## Nella cultura
Ștefan Răzvan è il protagonista del dramma Răsvan și Vidra di Bogdan Petriceicu Hasdeu.